# Sezione di Archivio di Stato di Trani
La Sezione di Archivio di Stato di Trani è l'ufficio periferico del Ministero della cultura che conserva la documentazione storica prodotta nel territorio di riferimento, e per deposito volontario, custodia temporanea, donazione o acquisto, ogni altro archivio o raccolta documentaria di importanza storica.
È una sezione dell'Archivio di Stato di Bari e ha sede all'interno del settecentesco Palazzo Valenzano ubicato nel centro antico cittadino, in posizione panoramica sul promontorio prospiciente il porto nelle vicinanze della celebre cattedrale romanica.

## Storia
La sezione di Archivio di Stato è stata istituita a Trani come "Archivio Suppletorio di Terra di Bari" da re Ferdinando I con legge organica degli archivi del 1818, operativo a partire dal 1856.
Rappresenta un'importante fonte di documenti per la storia dell'antica provincia di Terra di Bari, in quanto Trani, dal 1586 al 1806, fu sede della Sacra Regia Udienza Provinciale, organo dell'antico Regno di Napoli con funzioni giudiziarie, amministrative e militari.
Dal momento in cui la funzione amministrativa della provincia fu trasferita a Bari, nel 1808, fu mantenuta a Trani la sede giudiziaria ed il carcere criminale e correzionale, nello stesso Palazzo Valenzano già sede dell'Udienza.

## Sede

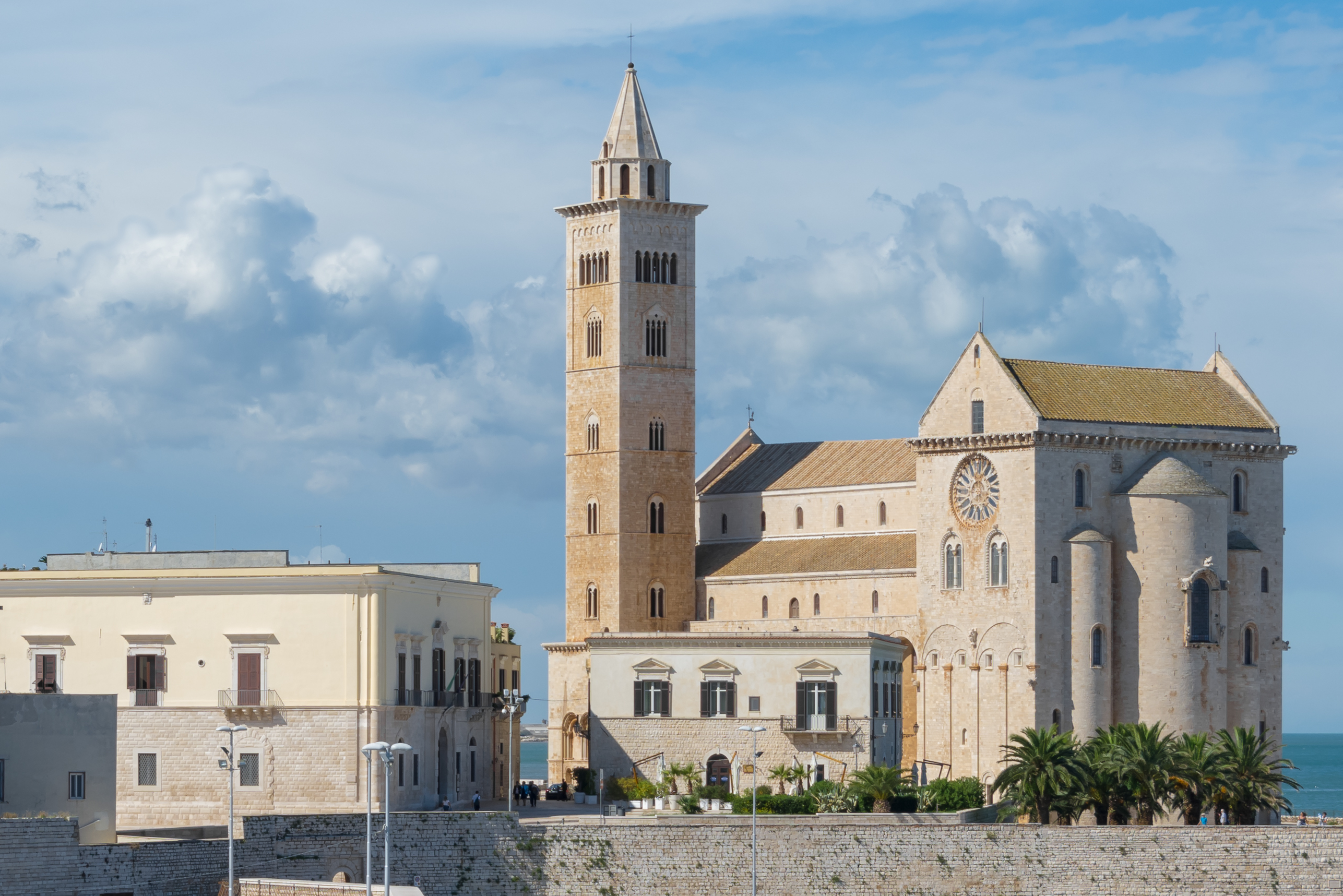
Palazzo Valenzano (in foto in primo piano, a sinistra della cattedrale).

Il complesso monumentale denominato “Palazzo Valenzano” ospita l’istituto archivistico di Trani da oltre centocinquanta anni, e la sua storia è strettamente legata a quella dell'archivio.
L’edificio prende il nome dal ricco mercante Andrea Valenzano che fece costruire l'edificio nel 1762; nel 1790 il Governo borbonico acquistò la costruzione per ospitarvi la sede della Sacra Regia Udienza Provinciale e del carcere criminale.
Il palazzo è stato realizzato in pietra di Trani, in uno stile barocco caratterizzato da forme sobrie e lineari. All'ingresso presenta un ampio androne voltato a crociera che immette nel cortile interno aperto da due arcate, dalle quali si diparte la scalinata che porta al piano superiore. Gli interni occupati dall'archivio presentano ancora le antiche pavimentazioni in pietra, gli armadi e le scaffalature perimetrali in legno risalenti ai primi decenni del XIX secolo.
L'edificio è stato integralmente recuperato nel corso degli ultimi interventi di restauro, rendendolo idoneo alle precipue finalità istituzionali e ad un uso funzionale da parte dell'utenza. Con decreto del 29 Luglio 2004 il soprintendente regionale ha dichiarato il palazzo bene di interesse culturale, sottoponendolo alle disposizioni di tutela ai sensi del d.lgs 42/2004.
La vocazione del complesso monumentale permette lo svolgimento di varie manifestazioni a carattere culturale al suo interno.
Attualmente l’immobile è di proprietà demaniale ed è sede della Sezione di Archivio di Stato e dell’Archivio Notarile Distrettuale.

## Patrimonio archivistico
Nella Sezione di Archivio di Stato di Trani è conservata una ricca serie di documenti, eterogenei per epoca e supporto.
Le principali tipologie di documenti presenti sono: le Carte amministrative e giudiziarie della Sacra Regia Udienza Provinciale di Terra di Bari a partire dal XVI secolo; gli archivi degli uffici giudiziari preunitari e postunitari; gli atti notarili a partire dal XV secolo e tutti gli altri archivi delle amministrazioni statali e di Enti pubblici pervenuti rispettivamente per regolare versamento o per deposito.
La mole documentaria conta circa 67.000 pezzi archivistici, conservati in più di 7,5 chilometri di scaffalatura.

### Fondi archivistici
- Archivi dell'antico regime

Sacra Regia Udienza Provinciale di Terra di Bari, Decreti, dispacci e provvisioni 1650-1808; Fascicoli civili 1601-1827; Processi civili antichi e atti diversi in materia civile 1543-1808; Processi penali antichi 1734-1807.
- Archivi dal decennio francese all'Unità

Giudicati di Pace, Corato, Spinazzola, Terlizzi, Trani 1810-1819; Giudicati di Circondario, Corato, Spinazzola, Terlizzi, Trani 1817-1866; Tribunale di prima istanza di Terra di Bari 1809-1818; Tribunale civile di Terra di Bari 1819-1865; Corte Criminale di Terra di Bari 1809-1817; Gran Corte Criminale di Terra di Bari 1819-1865; Gran Corte Criminale Speciale di Terra di Bari 1818-1866; Corte d’Appello di Altamura 1809-1820; Gran Corte Civile di Terra di Bari 1818-1865; Procura generale del re presso la Corte d’Appello di Altamura 1809-1817; Procura generale del re presso la Gran Corte civile di Terra di Bari 1819-1865.
- Archivi postunitari

Pretura, Andria, Corato, Minervino Murge, Ruvo di Puglia, Spinazzola, Terlizzi, Trani 1866-1973; Tribunale circondariale civile e penale di Trani 1866-1971; Procura del re presso il Tribunale circondariale civile e penale di Trani 1866-1965; Corte d’Assise 1862-1950; Corte d’Appello delle Puglie 1862-1923; Procura generale presso la Corte d’Appello delle Puglie 1896-1918; Carcere giudiziario di Trani 1863-1915; Conservatoria dei Registri immobiliari di Trani 1866-1976; Ufficio Distrettuale delle Imposte dirette Corato, Trani 1877-1975.
- Archivi e complessi documentari diversi

Archivio Notarile Distrettuale di Trani 1498-1915;Archivio storico del Comune di Trani 1744-1969; Stato civile dell’intera provincia di Bari 1809-1865; Stato civile del Circondario del Tribunale di Trani 1866-1938; Commissariati di pubblica sicurezza di Trani e Corato 1973-1992;Commissione Tributaria di primo grado di Trani 1975-1996.